# Thorkel Leira
Thorkel Leira (también apodado el Blanco, nórdico antiguo: Þorkell hvide, m. 986) fue un caudillo vikingo del Viken (Vikværing), Noruega (siglo X). Thorkel es un personaje de la protohistoria escandinava que aparece en diversas fuentes de las sagas nórdicas. Thorkel y Gudbrand Hvite eran subordinados de Eirik Håkonsson que acompañaban al jarl de Lade Håkon Sigurdsson (Haakon Jarl) junto a otros nobles noruegos en la legendaria batalla de Hjörungavágr donde vencieron a los jomsvikings de Sigvaldi Strut-Haraldsson. Durante la batalla fue quien se enfrentó a las fuerzas de Sigurd Kappe. Viendo que la derrota era segura, los jomsvikings huyeron y solo la nave de Vagn Åkesson y su padre adoptivo Bjorn el Galés se mantuvo firme en la batalla. Al finalizar la contienda, Thorkel fue elegido por Haakon para decapitar a los setenta supervivientes, preguntando uno a uno que tenían que decir antes de morir. Ejecutó a diez de ellos hasta que llegó el turno de Vagn quien contestó que «había jurado matar a Thorkel con sus propias manos, luego forzar a su hija Ingeborg y hacerla suya»; en un descuido a Thorkel se le escapó la espada con tan mala fortuna que corto las ligaduras de Vagn, ocasión que aprovechó para liberarse, agarrar la espada y matar a su verdugo de un solo golpe. Vagn dijo: «Ahora he cumplido la mitad de mi promesa y me siento bastante mejor», Haakon Jarl quiso acabar con aquello de una vez pero Eirik Håkonsson se lo impidió, y aseguró su vida y la del resto de jomsvikings a cambio de lealtad.
Curiosamente Eirik Håkonsson hizo cumplir la otra mitad de la promesa, casando a Vagn con la hija de Thorkel, Ingeborg, de quien según la leyenda descienden muchos hombres de renombre. De esa unión nació Þórgunnr Vagnadóttir quien sería esposa de Thrugot Ulfsson Fagerskinna y madre de Bothild Thorgunnsdatter, reina consorte del rey Erico I de Dinamarca.